# Limnophila manilensis
Limnophila manilensis är en grobladsväxtart som beskrevs av Merrill. Limnophila manilensis ingår i släktet Limnophila och familjen grobladsväxter. Inga underarter finns listade i Catalogue of Life.